# Closterus godeli
Closterus godeli là một loài bọ cánh cứng trong họ Cerambycidae.